# Malmö tingsrätt
Malmö tingsrätt är en svensk tingsrätt med kansli i Malmö, vars domkrets omfattar kommunerna Burlöv, Malmö och Vellinge. Tingsrätten med dess domkrets,  Malmö domkrets, ingår i domkretsen för Hovrätten över Skåne och Blekinge.
Malmö tingsrätt är även domstol i tryckfrihetsmål och yttrandefrihetsmål för Skåne län, utsökningsdomstol för det område som motsvarar f.d. Malmöhus län samt sjörättsdomstol med domkrets fastställd i sjölagen.
Tingsrätten var sammanbyggd med, och hade delar av sin verksamhet i Malmö rådhus fram till och med den 22 juni 2023. Den 26 juni 2023 flyttade tingsrätten till en nyuppförd domstolsbyggnad på Bangårdsplatsen 2. Byggnaden delas med Förvaltningsrätten i Malmö och Hyres och arrendenämnden i Malmö.
Tingsrättens domkrets har  423 561 invånare.

## Administrativ historik
Vid tingsrättsreformen 1971 bildades denna tingsrätt i Malmö av häradsrätten för Oxie och Skytts häraders tingslag samt Malmö rådhusrätt där häradsrättens lokaler från 1970 övertogs av den nya domstolen. Domkretsen bildades från delar av Oxie och Skytts häraders tingslag, Torna och Bara domsagas tingslag och domkretsen för Malmö rådhusrätt. Från 1971 ingick områdena för Malmö kommun, Lomma kommun och Burlövs kommun. Dessutom Bara kommun tills den upplöstes årsskiftet 1976/1977, då området överfördes till Svedala kommun och Trelleborgs domsaga.
12 december 2005 avfördes Lomma kommun ur domsagan med Lomma kommun, som då överfördes till Lunds domsaga. Samtidigt utökades domsagan med Vellinge kommun som överfördes från den då upplösta Trelleborgs domsaga.
Fram till 30 april 2011 var Malmö tingsrätt fastighetsdomstol för Skåne län. Fastighetsdomstolen upphörde 1 maj 2011, då verksamheten överflyttades till Mark- och miljödomstolen vid Växjö tingsrätt.

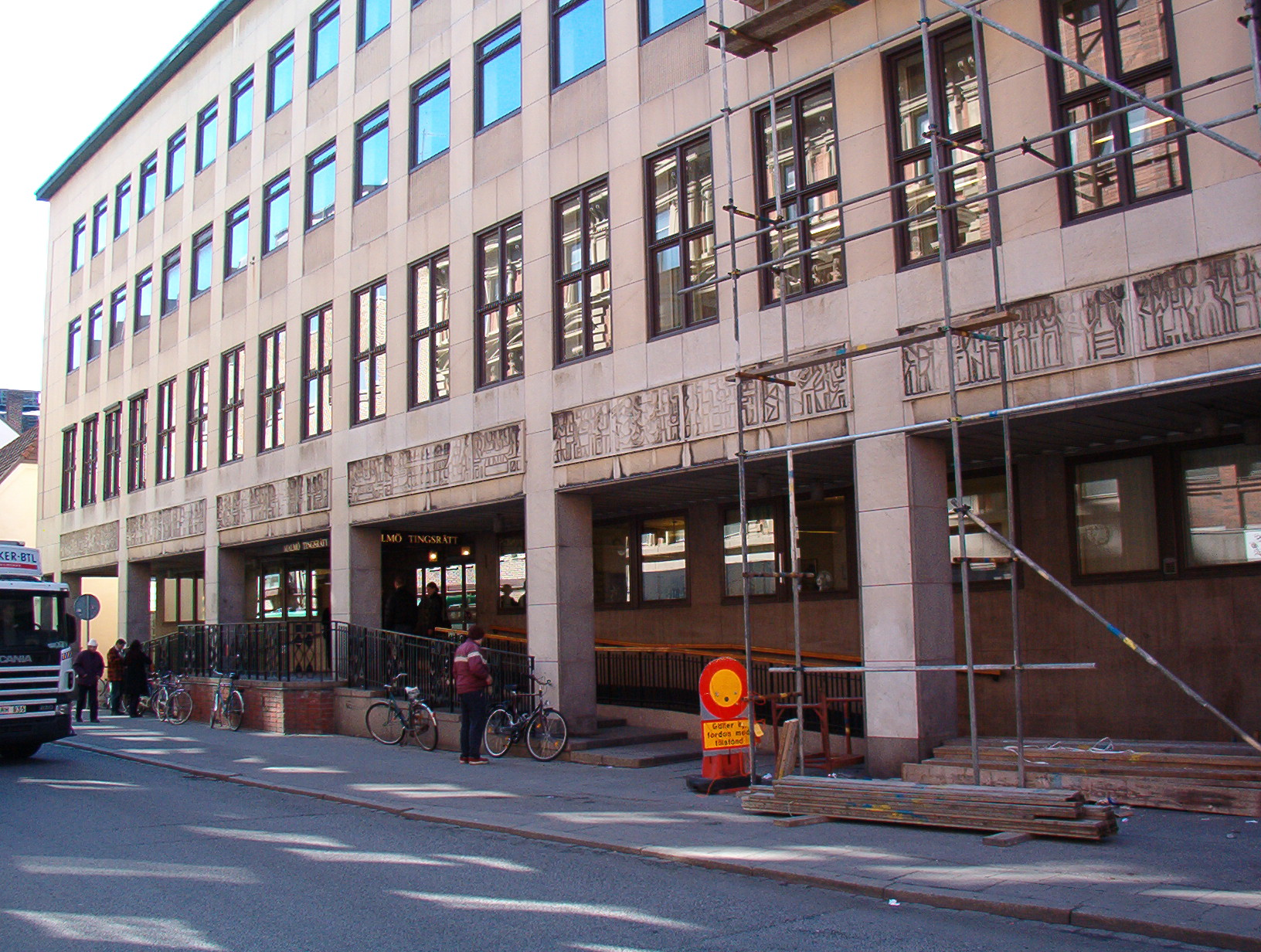
Tingsrättens byggnad fram till juni 2023.

## Lagmän
- 1971-1980: Johan Björling
- 1980-1985: Hans B. Andersson
- 1985-2002: Ulf Arrfelt
- 2002-2008:  Barbro Thorblad
- 2008-2020: Eva Wendel Rosberg
- 2021-2024: Johan Kvart
- 2024-: Johan Sjöö

## Verksamhet
Malmö tingsrätt har cirka 150 anställda, fördelade på fyra målavdelningar, servicekansli, administration och säkerhetspersonal. På tre avdelningar handläggs brottmål och tvistemål. Utöver dessa finns en särskild brottmålsavdelning som handlägger mer omfattande brottmål. 
En utredning av Domstolsverket år 2012 konstaterade att Malmö Tingsrätt är en av de sex domstolar i landet som hade behov av ökade säkerhetskontroller efter en ökning av våld, hot och beslagtagna vapen i lokalerna. Tingsrätten har därefter infört permanenta inpasseringskontroller liknande de på flygplatser.
Tingsrätten har även lokaler i det rättscentrum som byggts intill polishuset på Porslinsgatan i Malmö. Här finns bl.a. tingsrättens stora säkerhetssal där vittnen och målsägande inte behöver möta den tilltalade eller dennes anhöriga i allmänna utrymmen och där fritagningsförsök kraftigt försvårats. Rättscentrum i Malmö har tillsammans med en anläggning i Stockholm den högsta säkerhetsnivån i landet.

## Attentat
Under morgonen den 3 februari 2014 detonerade en sprängladdning vid ingången till tingsrättens häktes- och säkerhetssalar vid Rättscentrum. Sprängningen skedde således inte vid själva tingsrättsbyggnaden.  Ingen person kom till skada och verksamheten fortsatte trots attentatet som vanligt. De materiella skadorna begränsades till ett krossat säkerhetsglas och dess infattning.
I november 2014 förstördes samma entré i ett sprängattentat. Tryckvågen krossade dessutom ett stort antal fönster i omkringliggande byggnader.